# Contra el viento
Contra el viento és una pel·lícula espanyola dirigida el 1990 per Francisco Periñán Molina, qui també és autor del guió. Es tracta d'un drama considerablement intens que defuig l'escabrós d'un director que no va tenir continuïtat. Va participar en la secció oficial de la 38a edició del Festival Internacional de Cinema de Sant Sebastià de 1990.

## Argument
Juan s'amaga a una zona desèrtica d'Andalusia fugint d'una relació incestuosa amb la seva germana Ana i treballa com a soldador en una planta de residus radioactius. Un any després Ana, que el considera l'únic amor de la seva vida, va a buscar-lo i la seva relació es complica i esdevé tèrbola.

## Repartiment
- Antonio Banderas - Juan
- Emma Suárez - Ana
- Bruce McGuire - Petersen
- Rosario Flores - Rosario
- German Cobos - Antonio

## Premis i nominacions
V Premis Goya
| Categoria                | Persona                  | Resultat |
| ------------------------ | ------------------------ | -------- |
| Millor actriu secundària | Rosario Flores           | Nominada |
| Millor director novell   | Francisco Periñán Molina | Nominat  |